# Antskogs bruksförsamling

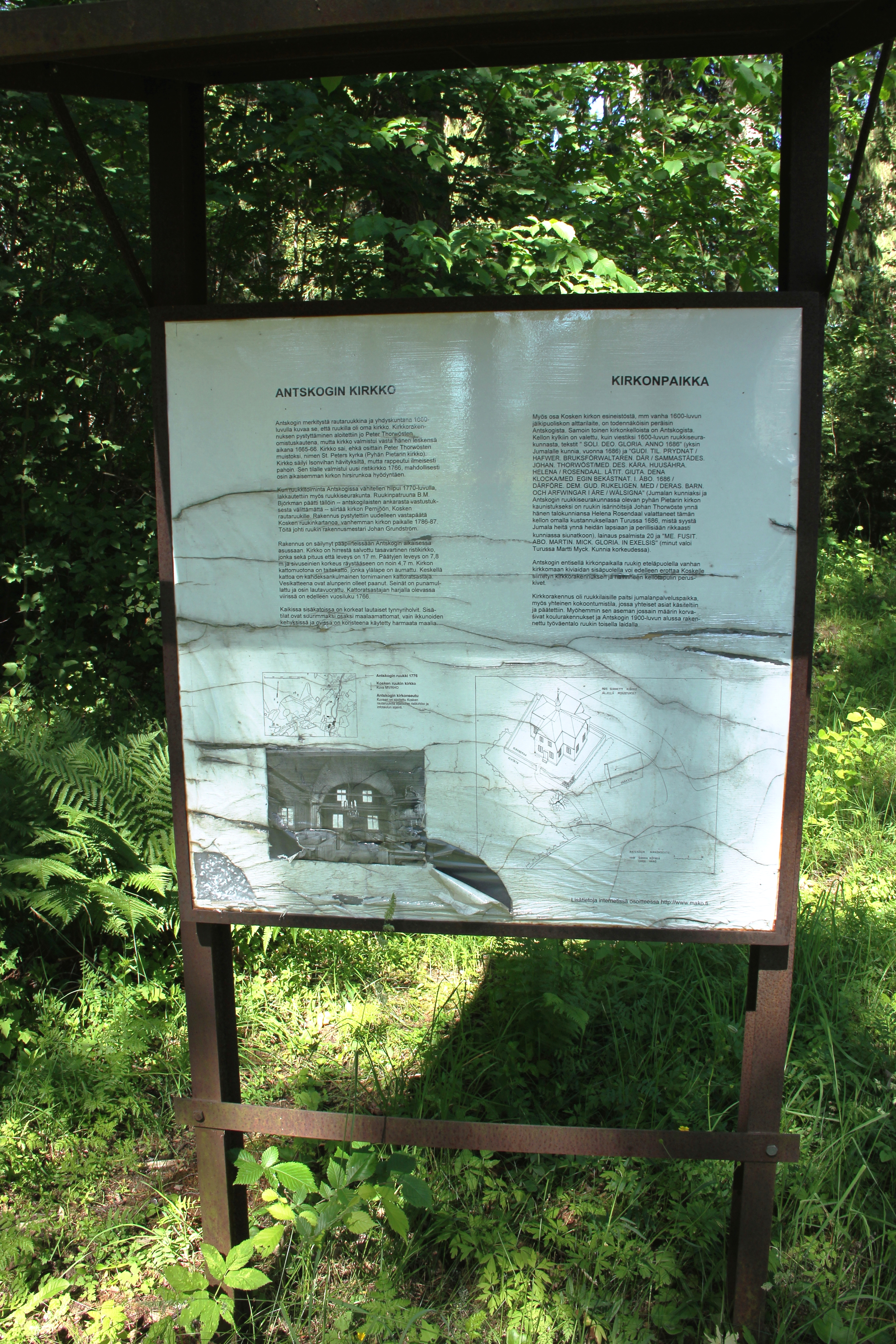
Informationsskylt på Antskogs kyrkoplats.

Antskogs bruksförsamling var en före detta luthersk församling i Antskog i Pojo socken i Nylands och Tavastehus län. Församlingen grundades på Antskog bruk omkring 1630. Från år 1668 hade man gemensam präst med Fiskars, men tjänsten indrogs 1778, då brukets verksamhet upphörde. Både kyrkan och prästen flyttades då till Koskis bruk i Bjärnå.

## Präster
Lista över Antskogs och Fiskars gemensamma präster:
- Canutus Jonæ Kylander, Antskogs predikare
- Henrik, (1639-1644)
- Anders Ståhlfoth, (1658-1671)
- Johan Stigelius, (1673)
- Johan Macrolander, (1673-1677)
- Martinus Kellander, (1679-1687)
- Joel Petrejus, (1688-1690)
- Johannes Gummerus, (1690-1696)
- Johannes Achaerus, (1696-1697)
- Johannes Brandberg, (1700)
- David Lechlin, (1707-1712)
- Abraham Palander, (1722-1726)
- Karl Barck, (1734-1744)
- David Pihl, (1744-1749)
- Erik Johan Blom, (1751-1754)
- Sigfrid Henrik Bergstenius, (1754-1778)